# اچ‌ام‌اس جومنا (۱۸۴۸)
اچ‌ام‌اس جومنا (۱۸۴۸) (به انگلیسی: HMS Jumna (1848)) یک کشتی بود. این کشتی در سال ۱۸۴۸ ساخته شد.